# 1447

## Родени
- 3 декември – Баязид II, Султан на Османската империя.